# زراوند مهدب
زَرَاوَند مُهَدَّب هو نوع من النباتات المزهرة من جنس زراوند في الفصيلة الزراوندية. توجد في البرازيل وبرغواي وبلفية وأرغواي والأرجنتين.  يجذب النبات المزهر الفراشات ويشتهر بخصائصه الطبية التقليدية. 